# Стиль сходження
Стиль сходження в альпінізмі — сукупність технічних і тактичних прийомів, а також способів поведінки і взаємин, характерна для даної групи або людини (індивідуальний стиль лазіння, роботи на маршруті). Існують усталені стилі сходження, що визначають тактику проходження маршрутів.
- Альпійський стиль сходження, коли група, йдучи з базового бівака на сходження, не передбачає повернення на нього для ночівлі або інших цілей. Бівуачне спорядження і харчування береться з урахуванням часу проходження всього маршруту. Рух здійснюється з усіма речами від одного запланованого бівака до іншого. Для полегшення проходження рекомендується проводити попередню обробку маршруту, а при траверсах — закидання.[1]
- Гімалайський стиль сходження на високі гори з тактикою, яка передбачає облаштування проміжних таборів, в яких накопичується необхідне спорядження і продукти для переходу до наступного табору, для ночівлі груп, які виходять наверх або повертаються, відсидок в разі негоди або аварійної ситуації. Облаштування проміжних таборів до певної висоти (7500 м н.р.м.) дозволяє вирішувати і проблеми поступової  акліматизації до висоти. Слід зазначити, що сильні спортсмени здійснювали сходження в Гімалаях і в альпійському стилі.

Гімалайський стиль — це своєрідна облога гори, що займає іноді 2-3 місяці, але саме така тактика дозволила досягти вершин Евересту і інших  восьмитисячників.
- Капсульний стиль сходження — тактика сходження по складних маршрутах (стінних), при якій група виходить з базового бівуака, забравши все необхідне спорядження і продукти. На відміну від альпійського стилю, кожен з бівуаків стає як би базовим: з нього здійснюється обробка наступної частини маршруту (100—300 м) і навішування мотузок, після чого група переносить всі речі на наступний такий же бівак і продовжує аналогічний процес. Такі сходження можуть тривати 2-3 тижні.